# Дом рождения Честера Артура
Дом рождения Честера Алана Артура (англ. Chester Alan Arthur State Historic Site) — историческое место в городе Фэрфилд, штат Вермонт, где родился 21-й президент США Честер Алан Артур и проживал со своей семьёй до 1832 года. Данный исторический участок был открыт в 1903 году с момента установления гранитного памятника, отмечающий место, которое, как считалось, было местом рождения Артура. Вскоре, в 1953 году на участке была воссоздана копия оригинального дома Артура начала XIX века, опираясь на старые фотографии дома.
Дом детства Артура доступен для экскурсий по выходным с июля до середины октября. Посетители также могут посетить близлежащую баптистскую церковь Фэрфилда, в которой служил его отец-проповедник, Уильям Артур.